# Monopartitismo
     Repubblica parlamentare
     Repubblica presidenziale
     Sistemi dove l'esecutivo viene eletto dal parlamento, ma non dipende da esso (Repubblica direttoriale oppure Repubblica presidenziale mista)
     Repubblica semipresidenziale
     Monarchia parlamentare
     Monarchia costituzionale
     Monarchia assoluta
     Repubbliche monopartitiche
     Situazione politica frammentata o incerta
     Paesi in cui sono state sospese le disposizioni costituzionali riguardanti l'esecutivo

Repubblica parlamentare
Repubblica presidenziale
Sistemi dove l'esecutivo viene eletto dal parlamento, ma non dipende da esso (Repubblica direttoriale oppure Repubblica presidenziale mista)
Repubblica semipresidenziale
Monarchia parlamentare
Monarchia costituzionale
Monarchia assoluta
Repubbliche monopartitiche
Situazione politica frammentata o incerta
Paesi in cui sono state sospese le disposizioni costituzionali riguardanti l'esecutivo

Il monopartitismo è una forma di governo in cui un solo partito politico può presentare i propri candidati alle elezioni, mentre tutti gli altri partiti sono dichiarati fuorilegge o hanno una capacità estremamente limitata di partecipazione elettorale. In senso esteso, si può parlare di Stato monopartitico anche se la costituzione e le leggi vigenti in linea di principio consentirebbero una pluralità di partiti oppure quando le pratiche elettorali impediscono all'opposizione di vincere le elezioni, facendo sì che un unico partito resti alla guida del Paese. Non bisogna confondere il monopartitismo con il sistema a partito egemone. 
Una variante di un sistema monopartitico puro (che permette l'esistenza legale di un singolo partito), è un sistema in cui possono esistere una pluralità di partiti, ma da intendere come membri di una coalizione in stile fronte popolare, come nel caso del Fronte Democratico per la Riunificazione della Patria nordcoreano e del Fronte Unito cinese. In questi sistemi non è prevista la presenza di partiti di opposizione, e tipicamente tutti i partiti legali esprimono sostegno verso l'ideologia ufficiale dello Stato e le sue alte cariche, inoltre, in questi sistemi non è solitamente permessa la libera creazione di partiti, che devono essere approvati dalle autorità.
Un'ulteriore differenziazione è fra i sistemi monopartitici in cui alle elezioni si possono presentare solo candidati espressi dal partito, e quelli in cui sono ammessi candidati non appartenenti al partito, che si presentano però come candidati indipendenti, questo sistema era particolarmente evidente in Unione Sovietica, dato che il PCUS faceva parte di un'alleanza elettorale chiamata "Blocco dei comunisti e dei senza partito".

## Descrizione
Negli Stati monopartitici, il partito di governo viene spesso indicato semplicemente con l'espressione "il Partito"; questo era per esempio il modo in cui veniva indicato il Partito Comunista dell'Unione Sovietica e il Partito Operaio Unificato Polacco nei rispettivi paesi. L'iscrizione, la militanza e la fedeltà al partito in questi regimi diventa spesso uno status symbol del cittadino modello, e i criminali e gli eventuali dissidenti vengono solitamente espulsi, questo accadde significativamente a Zinov'ev e Kamenev per opera di Stalin e dei suoi sostenitori, e più recentemente in Cina, con l'espulsione di Bo Xilai, avversario politico di Xi Jinping e accusato di diversi crimini.
Nella maggior parte dei casi, gli Stati monopartitici si fondano su ideologie totalitarie, come il fascismo, il nazionalsocialismo e il marxismo-leninismo. A oggi gli unici sistemi monopartitici rimasti seguono, almeno nominalmente, l'ideologia marxista-leninista e le sue varianti, come il socialismo con caratteristiche cinesi. Il movimento comunista globale non va però interpretato come coesamente favorevole a un sistema monopartitico, in quanto molte scuole di pensiero, tipicamente libertarie, vi si oppongono.
Molti Stati monopartitici nacquero in seguito alla decolonizzazione, con i partiti, movimenti e gruppi di guerriglia delle lotte per l'indipendenza che si organizzarono in tale senso dopo aver raggiunto i propri obbiettivi militari. Tipicamente gli Stati nati in questo periodo e in questo modo erano di natura socialista e cercavano naturalmente il supporto internazionale di paesi come l'Unione Sovietica, la Cina e Cuba nel contesto della guerra fredda, ma esistono degli esempi non comunisti, come il regime del Movimento Popolare della Rivoluzione in Zaire, di carattere anti-comunista e autoritario di destra. La stessa Cuba seguì questo processo, con il Movimento del 26 luglio che si è evoluto in Partito Comunista di Cuba adottando apertamente il marxismo-leninismo come ideologia cardine e cercando il supporto economico e militare dell'URSS.
Ogni sistema monopartitico ha sempre mostrato caratteristiche di dittatura o comunque di illiberalismo. L'instaurazione di un regime di questo tipo spesso coincide con la trasformazione di un sistema precedentemente pluripartitico in uno monopartitico, con la messa al bando dei movimenti politici di opposizione, per esempio, questo accadde successivamente alla Rivoluzione d'ottobre e alla guerra civile russa. Tuttavia, sono possibili molti distinguo in funzione della natura specifica di un sistema monopartitico. In alcuni casi, l'unico partito di governo può esprimere diversi candidati per una determinata carica politica, e questi candidati possono a loro volta avere programmi politici differenti, seppure entro i limiti definiti in modo più o meno specifico dalla linea di partito. Di conseguenza, l'elettore può in effetti avere almeno in parte il potere di esprimere un voto influente sull'evoluzione politica del proprio paese, o a volte astenersi in segno di protesta, questo era comune in URSS ed è illegale in Corea del Nord, dove votare è obbligatorio e non vi è segretezza. Nella Jugoslavia socialista, il Governo cercò di creare una competizione elettorale tra diversi candidati rendendo obbligatorio la presenza di almeno due candidati sulle schede e permettendo la segretezza del voto.
In questi Stati è relativamente facile che emerga un culto della personalità del "leader supremo" del Paese, gli esempi più lampanti sono stati quello di Iosif Stalin e quello di Mao Zedong (in particolar modo durante la rivoluzione culturale), il culto della personalità della famiglia Kim è tuttora vigente in Corea del Nord e particolarmente pervasivo. Questo aspetto è però criticato da alcuni sostenitori del monopartitismo socialista, come Nikita Chruščëv, che con il suo discorso "Sul culto della personalità e le sue conseguenze" criticava il culto di Stalin come degenerazione della forma di governo sovietica, che doveva idealmente avere un approccio di centralismo democratico, concetto leninista che si può riassumere in "libertà di discussione, unità di azione", e quindi di democrazia intra-partito.

## Stati monopartitici
La seguente tabella elenca gli Stati costituzionalmente monopartitici esistenti:
| Stato              | Capo del Partito                         | Partito                                          | Fronte popolare                                       |
| ------------------ | ---------------------------------------- | ------------------------------------------------ | ----------------------------------------------------- |
| Cina               | Xi Jinping, segretario generale          | Partito Comunista Cinese                         | Fronte Unito                                          |
| Corea del Nord     | Kim Jong-un, segretario generale         | Partito del Lavoro di Corea                      | Fronte Democratico per la Riunificazione della Patria |
| Cuba               | Miguel Díaz-Canel, primo segretario      | Partito Comunista di Cuba                        |                                                       |
| Eritrea            | Isaias Afewerki, presidente              | Fronte Popolare per la Democrazia e la Giustizia |                                                       |
| Laos               | Thongloun Sisoulith, segretario generale | Partito Rivoluzionario del Popolo Lao            | Fronte Lao per la Costruzione Nazionale               |
| Vietnam            | Nguyễn Phú Trọng, segretario generale    | Partito Comunista del Vietnam                    | Fronte della Patria Vietnamita                        |
| Sahara Occidentale | Brahim Ghali, segretario generale        | Fronte Polisario                                 |                                                       |